# Морские силы самообороны Японии
Морски́е си́лы самооборо́ны Япо́нии (яп. 海上自衛隊 кайдзё: дзиэйтай) — род Сил самообороны Японии.
Основные функции японского флота — защита территории Японии от нападения с моря, защита островных владений Японии и исключительной экономической зоны.

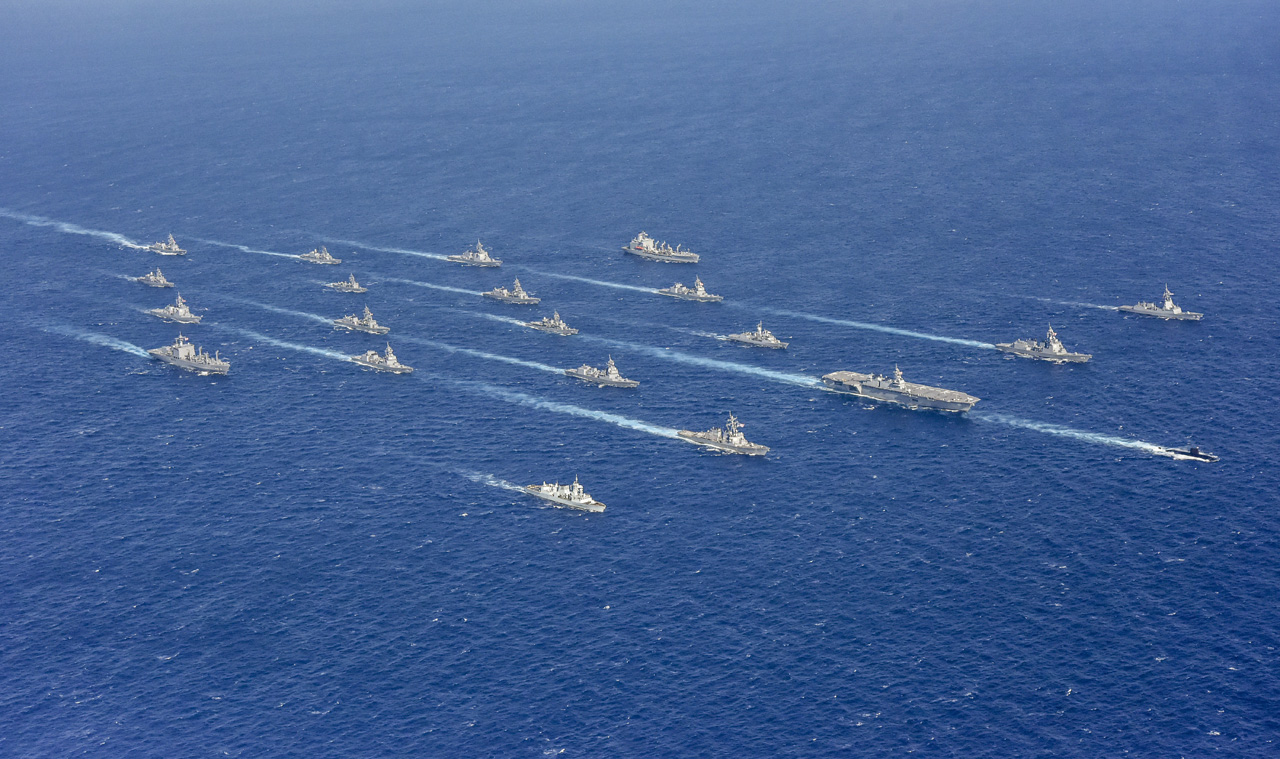
Учения флота

## История
После капитуляции в войне, в 1945 году Императорский флот Японии был расформирован, согласно Потсдамской декларации. Корабли флота были разоружены, а некоторые из них, например, линкор «Нагато», были захвачены союзными державами в качестве репараций. Остальные корабли использовались для репатриации японских солдат из-за границы, а также для разминирования территории вокруг Японии. В конечном итоге оставшийся флот был передан недавно созданной Береговой охране Японии, которая помогла сохранить ресурсы и опыт военно-морского флота.
В 1952 году в составе Береговой охраны Японии были сформированы Силы безопасности, в состав которых вошли минно-тральный флот и другие военные суда, в основном эсминцы, предоставленные Соединенными Штатами. В 1954 году Силы безопасности Береговой охраны Японии были формально переданы как военно-морское подразделение в состав Сил самообороны Японии после принятия Закона о силах самообороны 1954 года.
Первыми кораблями в составе Морских сил самообороны Японии стали бывшие эсминцы ВМС США, переданные под контроль Японии в 1954 году. В 1956 году Морские силы самообороны Японии получили свой первый со времен Второй мировой войны эсминец японского производства — Харукадзэ. Из-за угрозы холодной войны, исходящей от значительного и мощного подводного флота ВМС СССР, Морские силы самообороны Японии в первую очередь выполняли противолодочную роль.
В 1991 году тральщики ВМС Японии были направлены в Персидский залив — в июне 1991 года они прибыли и в дальнейшем участвовали в разминировании акватории.

## Организация

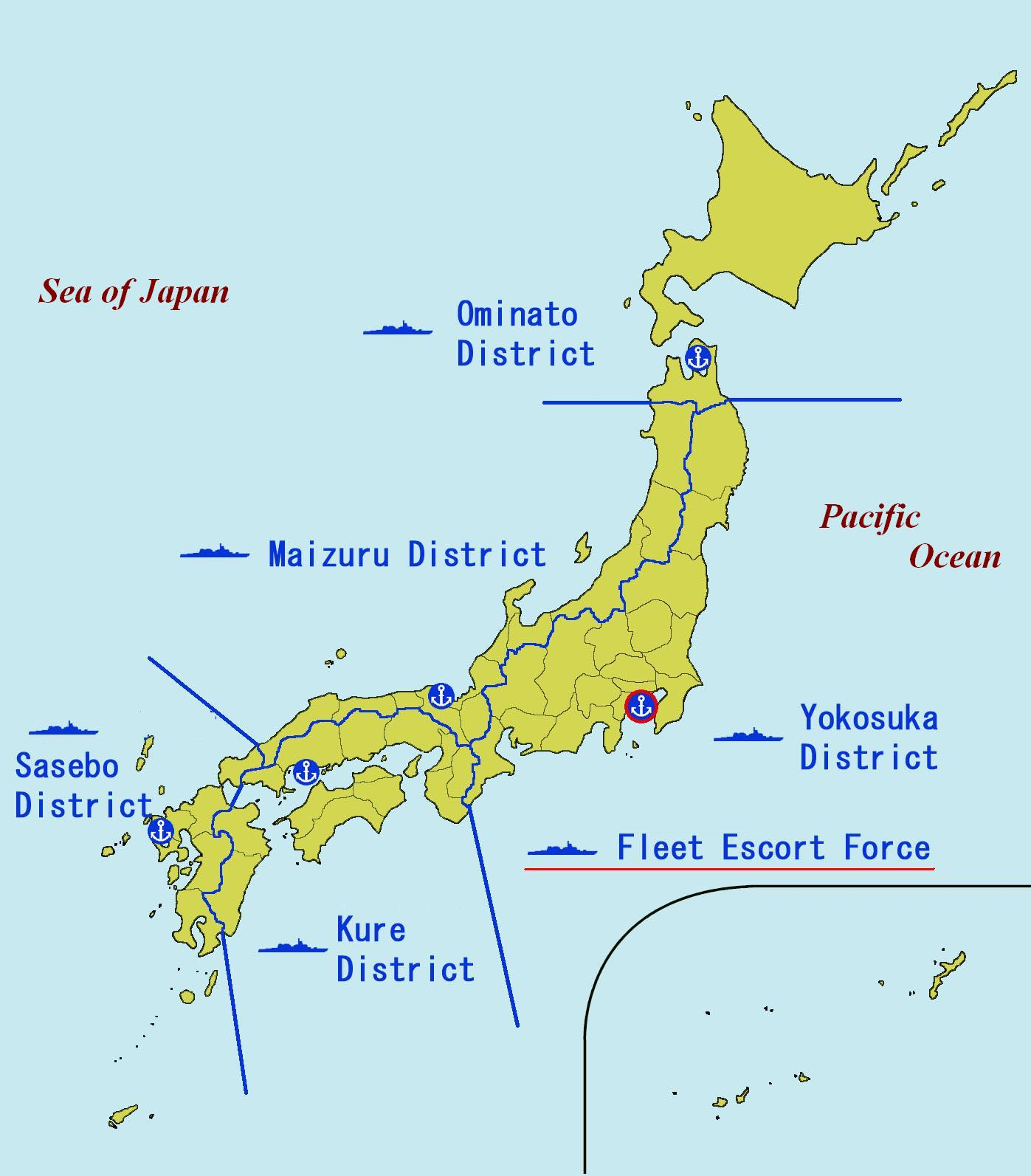
Военно-морские районы Японии

ВМС состоят из 4 командований: эскортных сил, подводных сил, авиационного и учебно-опытового. В свою очередь, командование эскортных сил разделено на 4 флотилии, а командование подводных сил — на 2 флотилии.
Эскортные флотилии базируются:
- Первая эскортная флотилия — в Йокосуке
- Вторая эскортная флотилия — в Сасебо
- Третья эскортная флотилия — в Майдзуру
- Четвёртая эскортная флотилия — в Куре

Каждая флотилия эскортных сил состоит в свою очередь из 2 дивизий эскортных сил, типичный состав которых: 1 эсминец УРО, 1 эсминец-вертолётоносец УРО и 2 эсминца.
Каждая флотилия подводных сил состоит из двух дивизий подводных лодок.
В задачи ВМС входит оборона 5 военно-морских районов Японии. Для выполнения задач обороны на побережье каждого района находится главная военно-морская база района с сосредоточенными в ней боевыми кораблями и ПЛ. Кроме того в апреле 2018 года сформирована бригада морской пехоты быстрого реагирования (Amphibious Rapid Deployment Brigade, ARDB).

## Пункты базирования

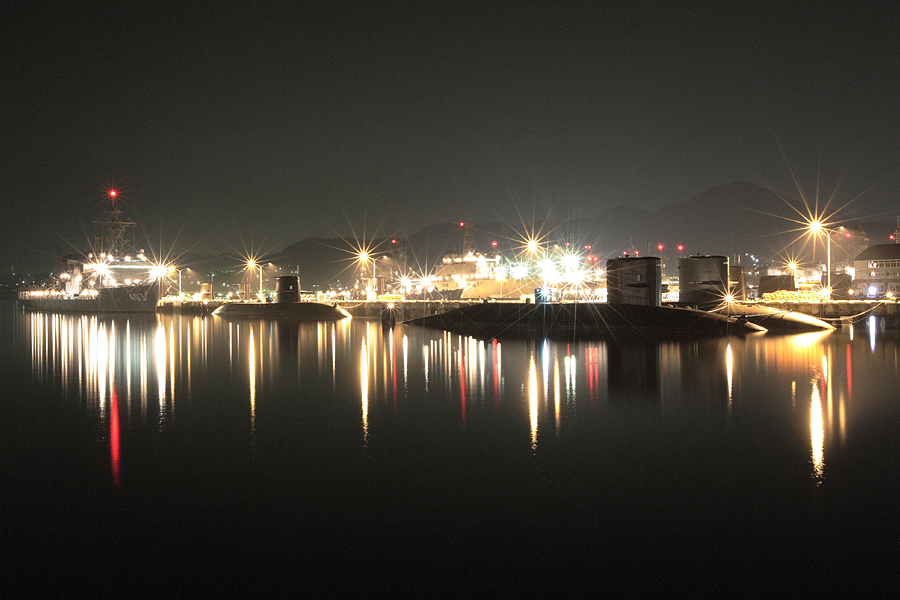
Подводные лодки в Куре, 2008.

- Военно-морские базы
  - Йокосука (Канагава)
  - Сасебо (Нагасаки)
  - Майдзуру (Киото)
  - Куре (Хиросима)
  - Оминато (Аомори)
- Аэродромы военно-морской авиации
  - Каноя (Кагосима)
  - Хатинохе (Аомори)
  - Ацуги (Канагава)
  - Наха (Окинава)
  - Татеяма (Тиба)
  - Омура (Нагасаки)
  - Ивакуни (Ямагути)

## Боевой состав

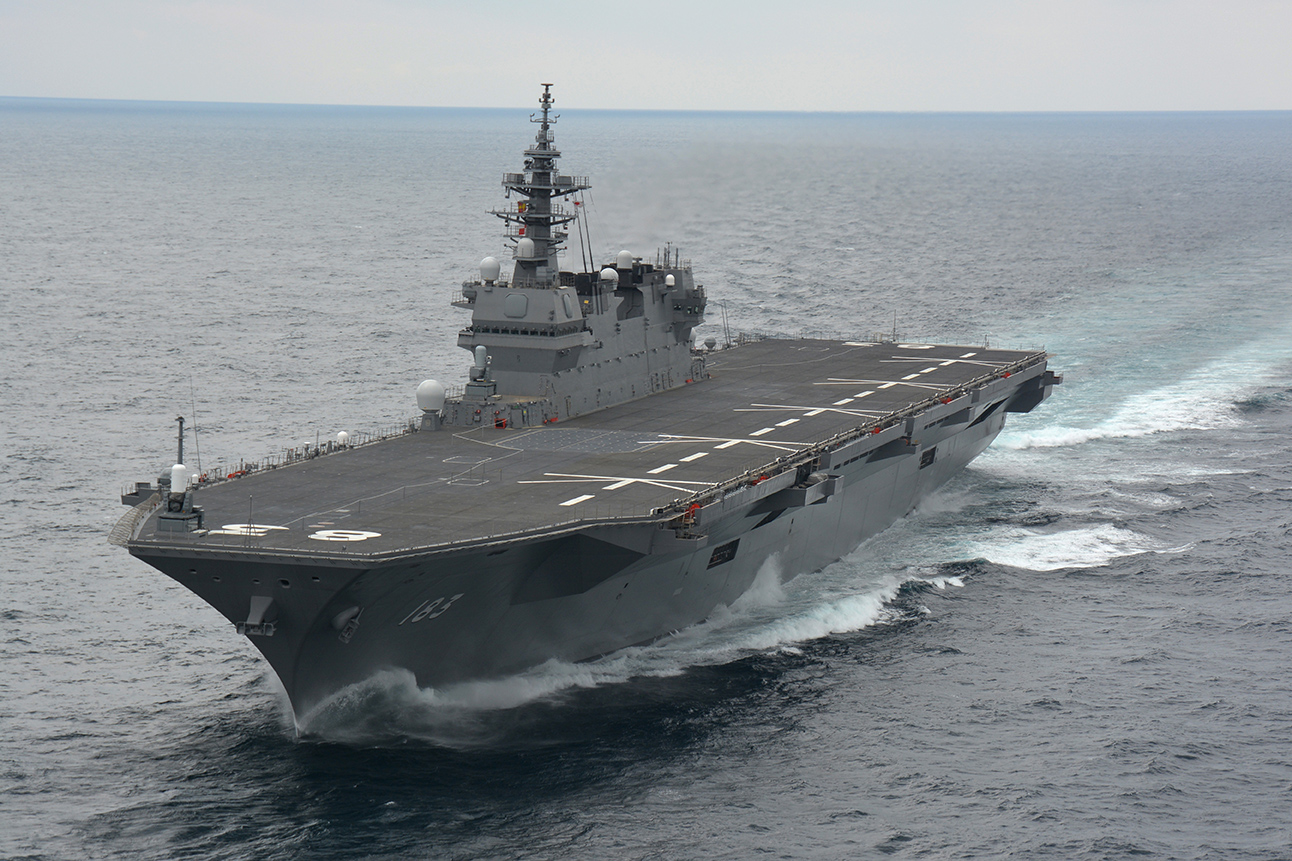
Эскадренный миноносец-вертолётоносец типа «Идзумо»

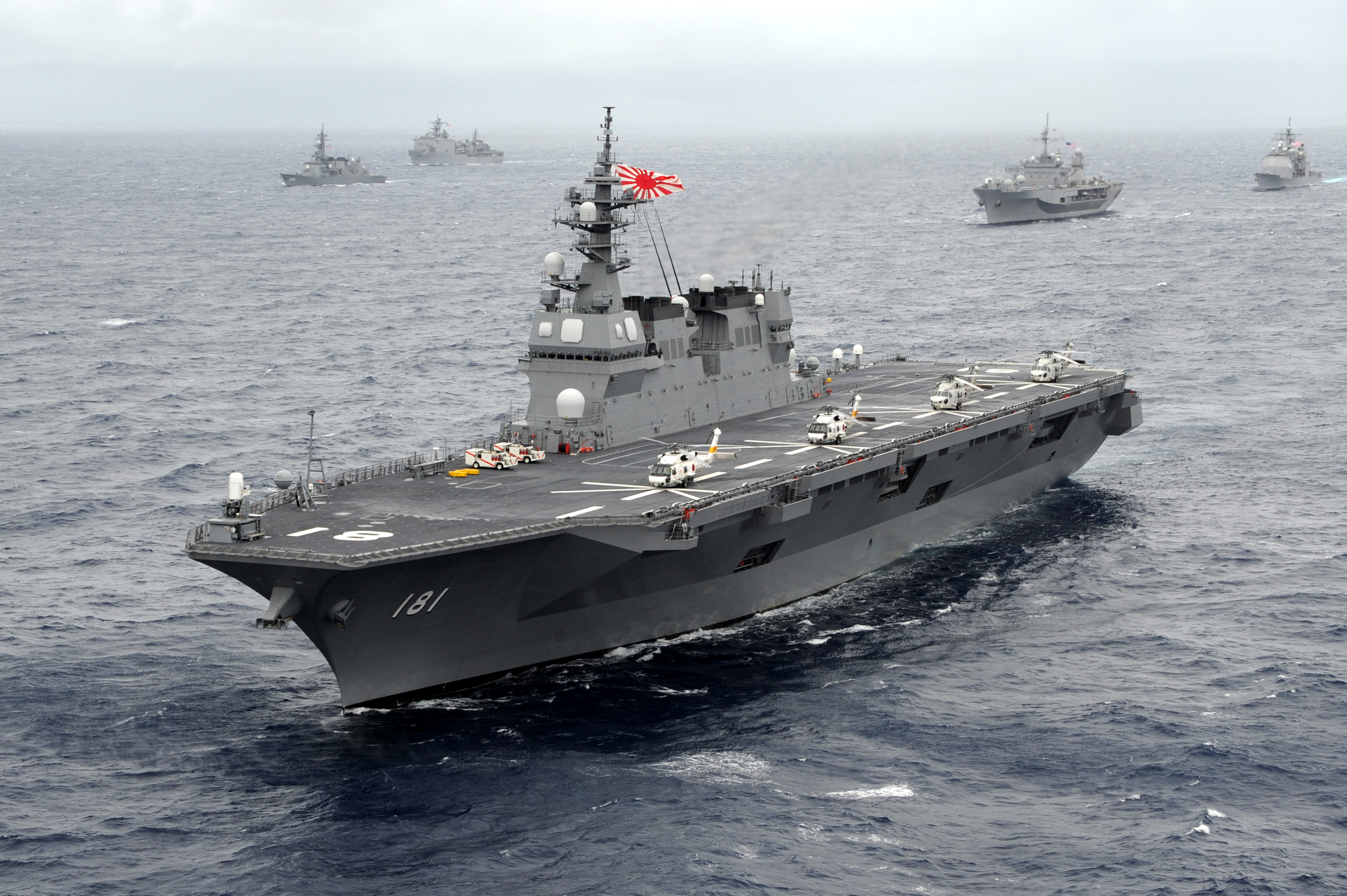
Эскадренный миноносец-вертолётоносец типа «Хюга»

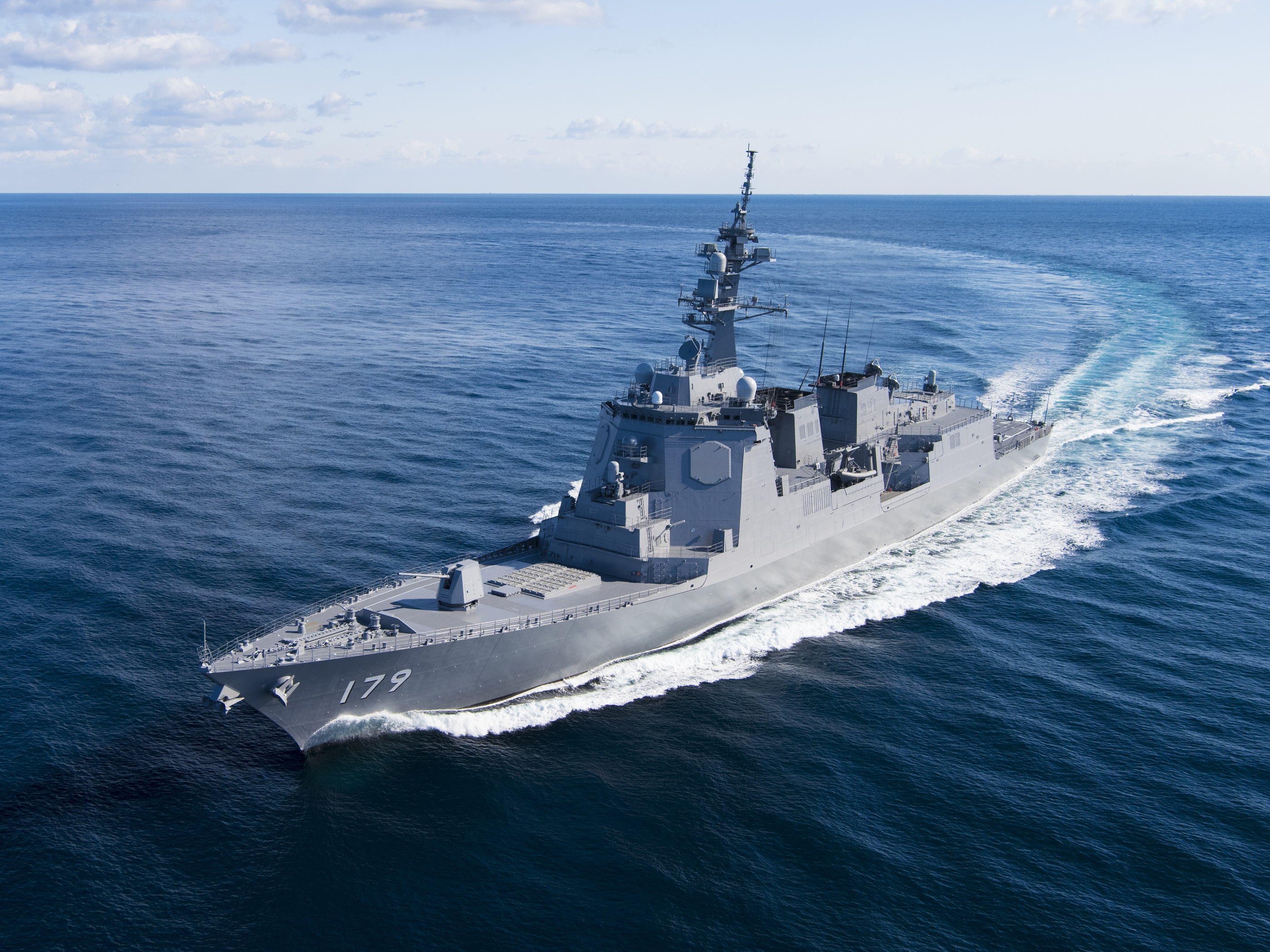
Эскадренный миноносец типа «Мая»

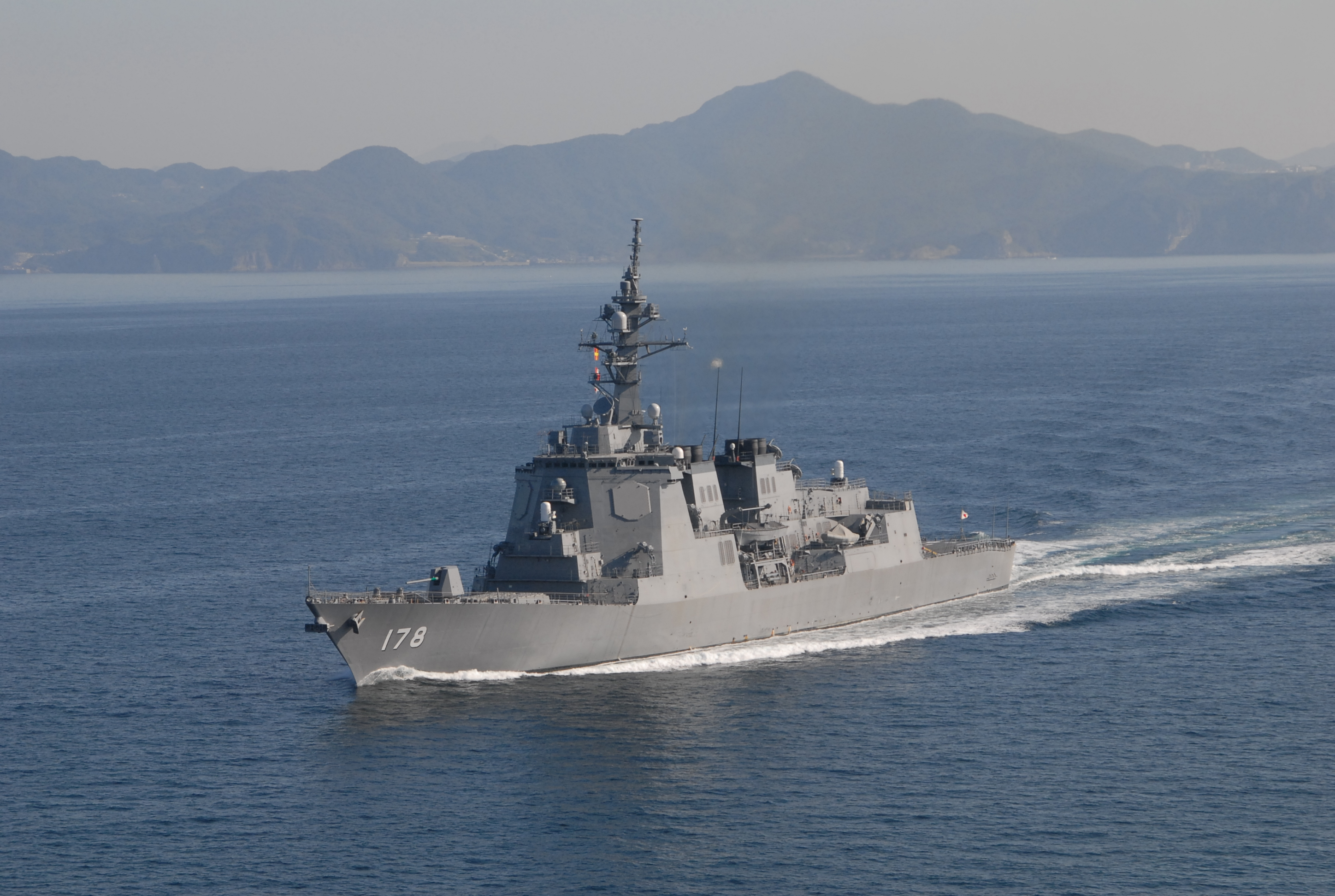
Эскадренный миноносец типа «Атаго»

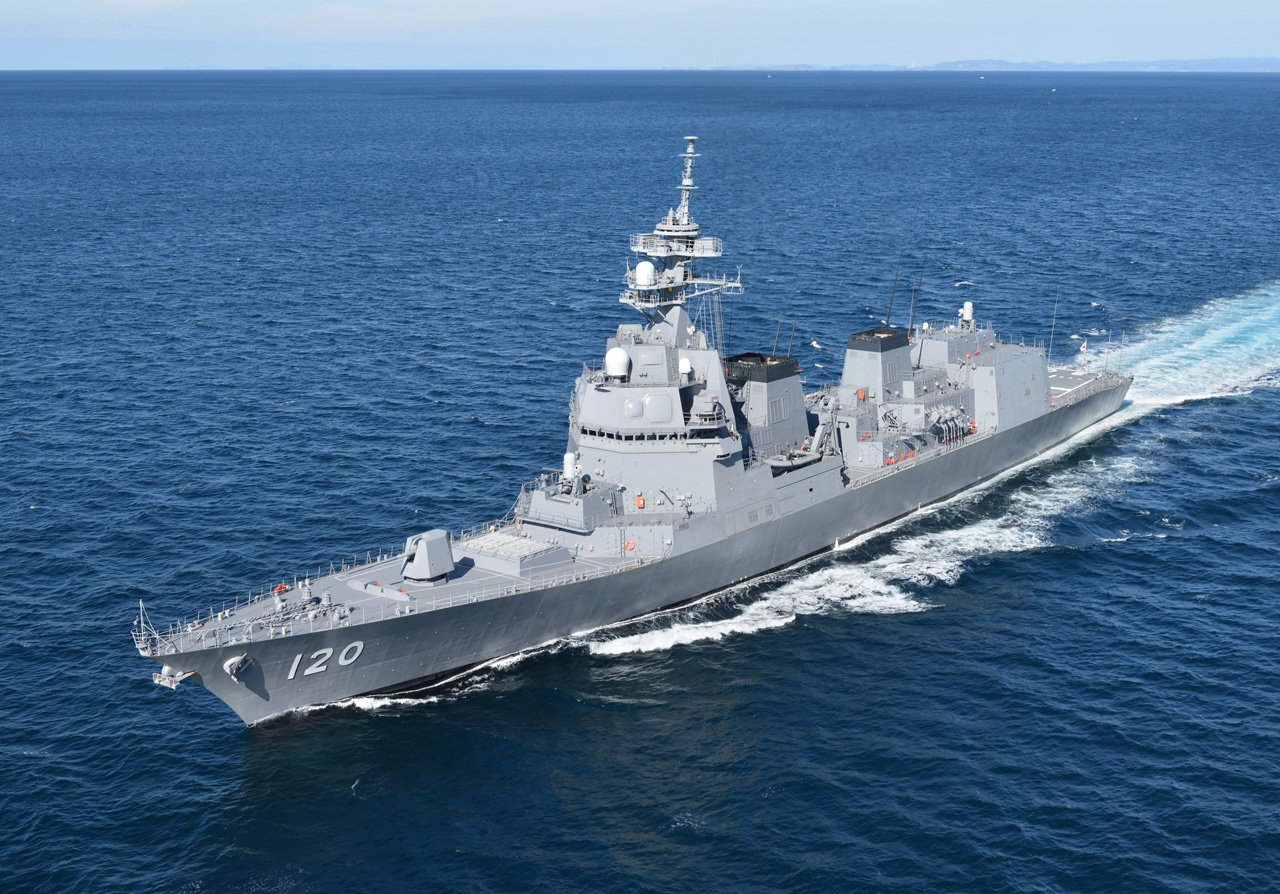
Эскадренный миноносец типа «Асахи»

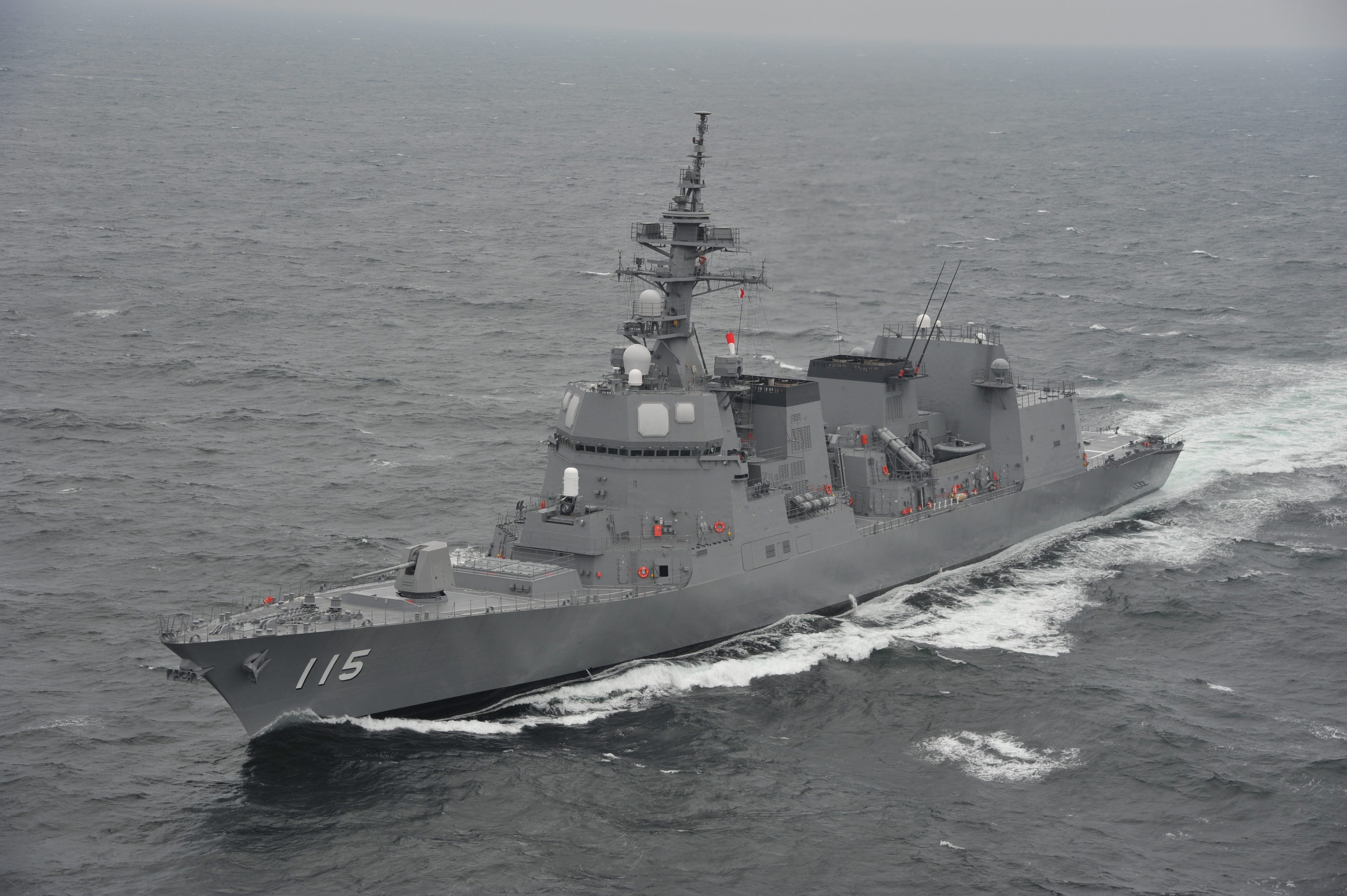
Эскадренный миноносец типа «Акидзуки»

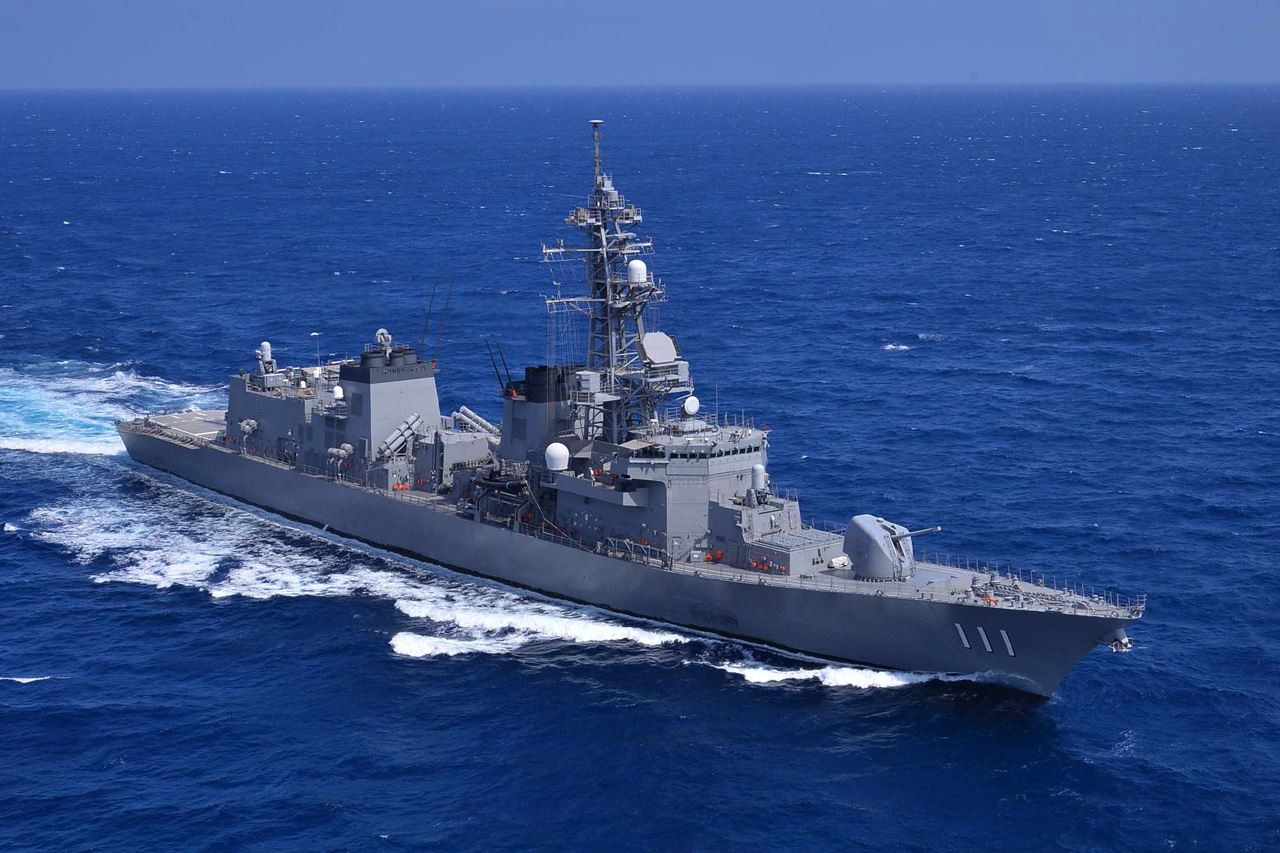
Эскадренный миноносец типа «Таканами»

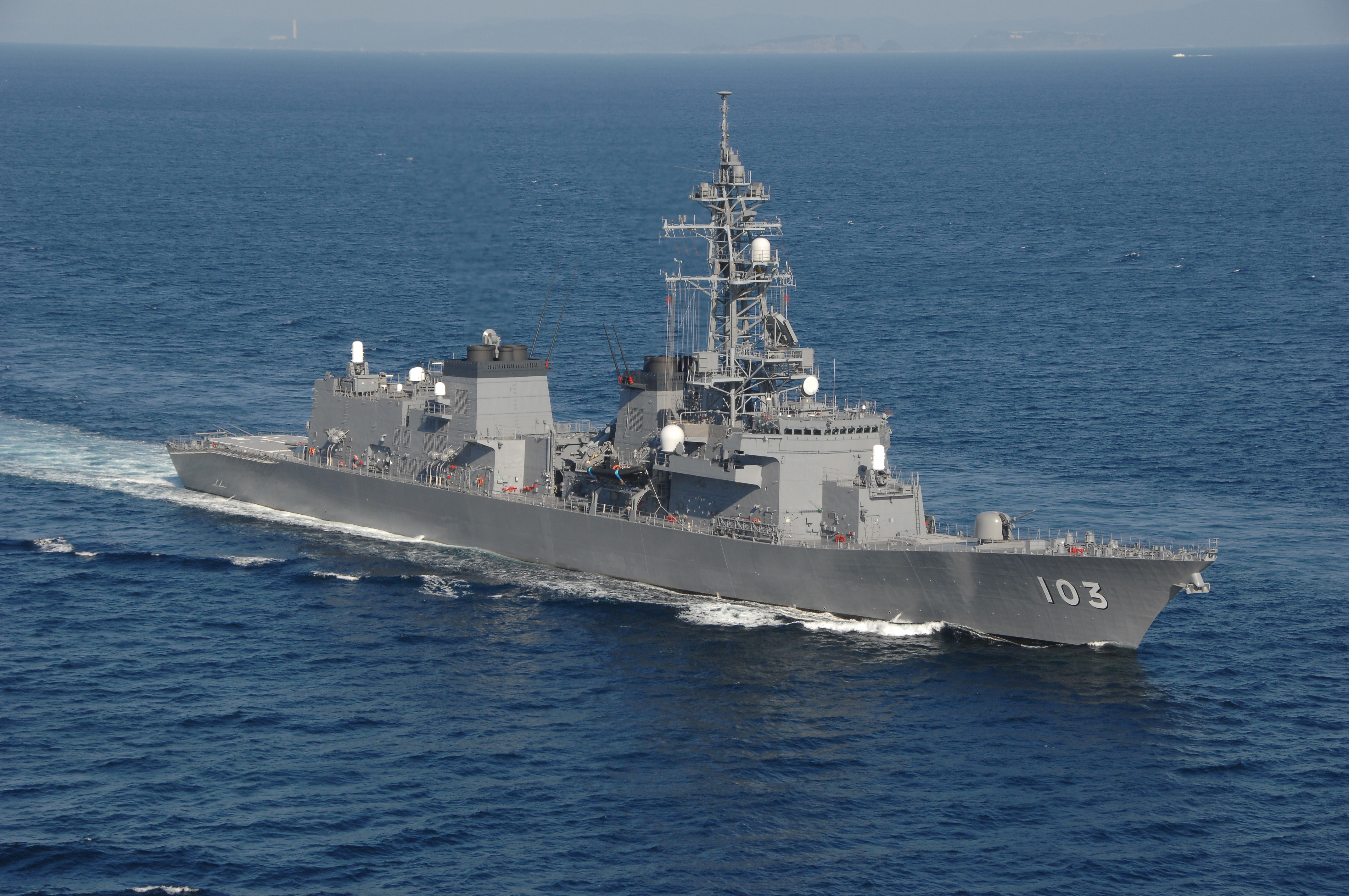
Эскадренный миноносец типа «Мурасамэ»

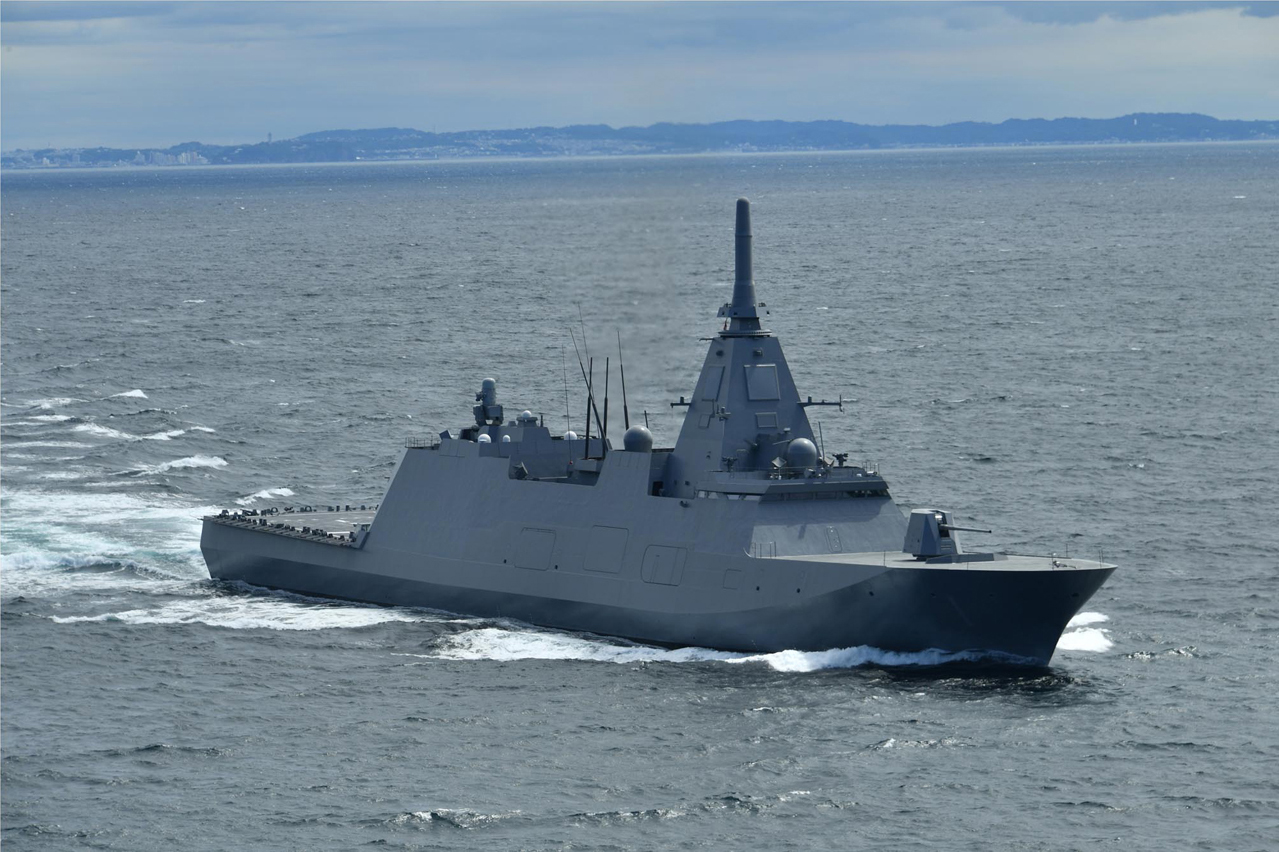
Фрегат типа «Могами»

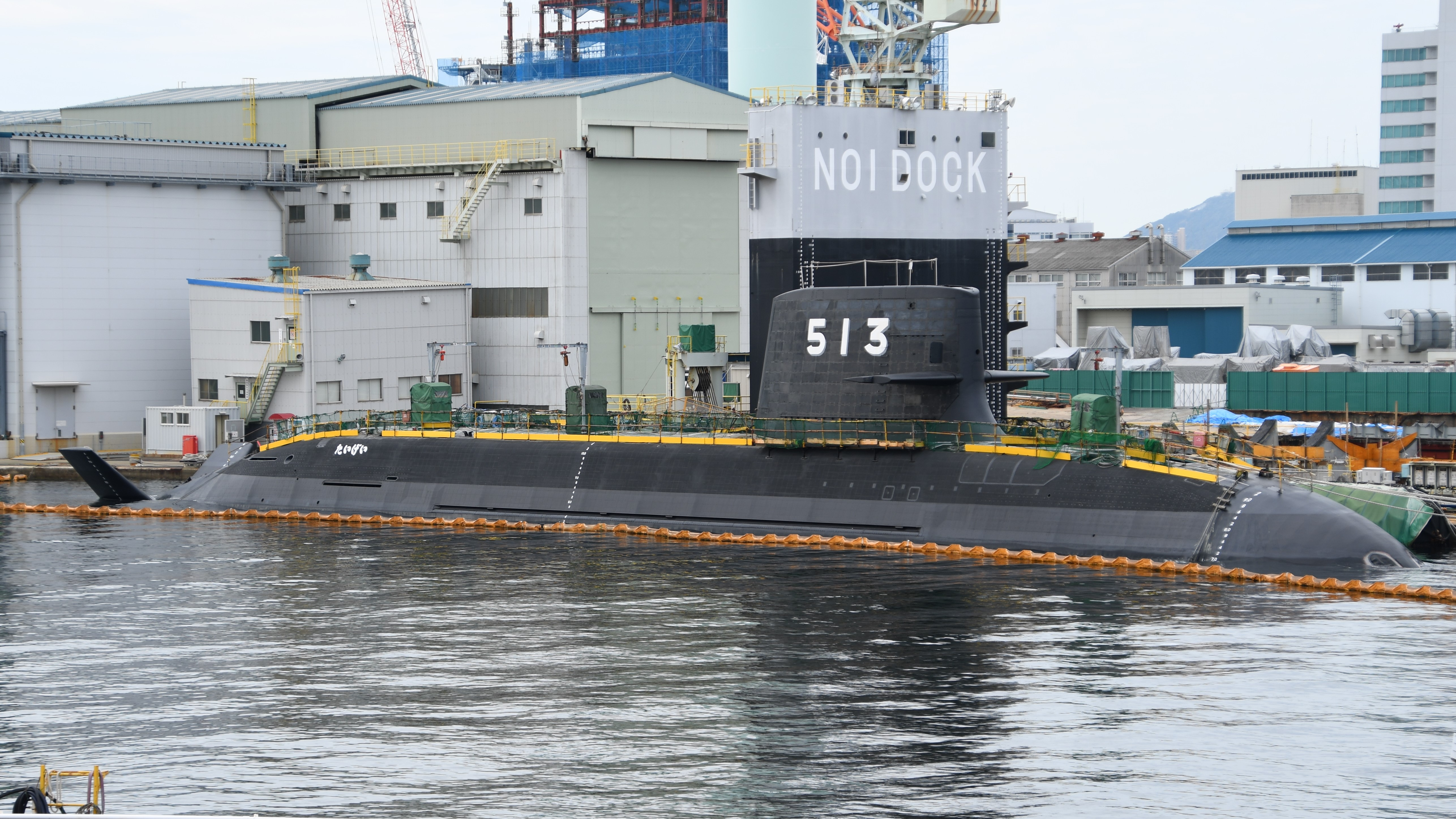
Подводная лодка типа «Тайгэй»

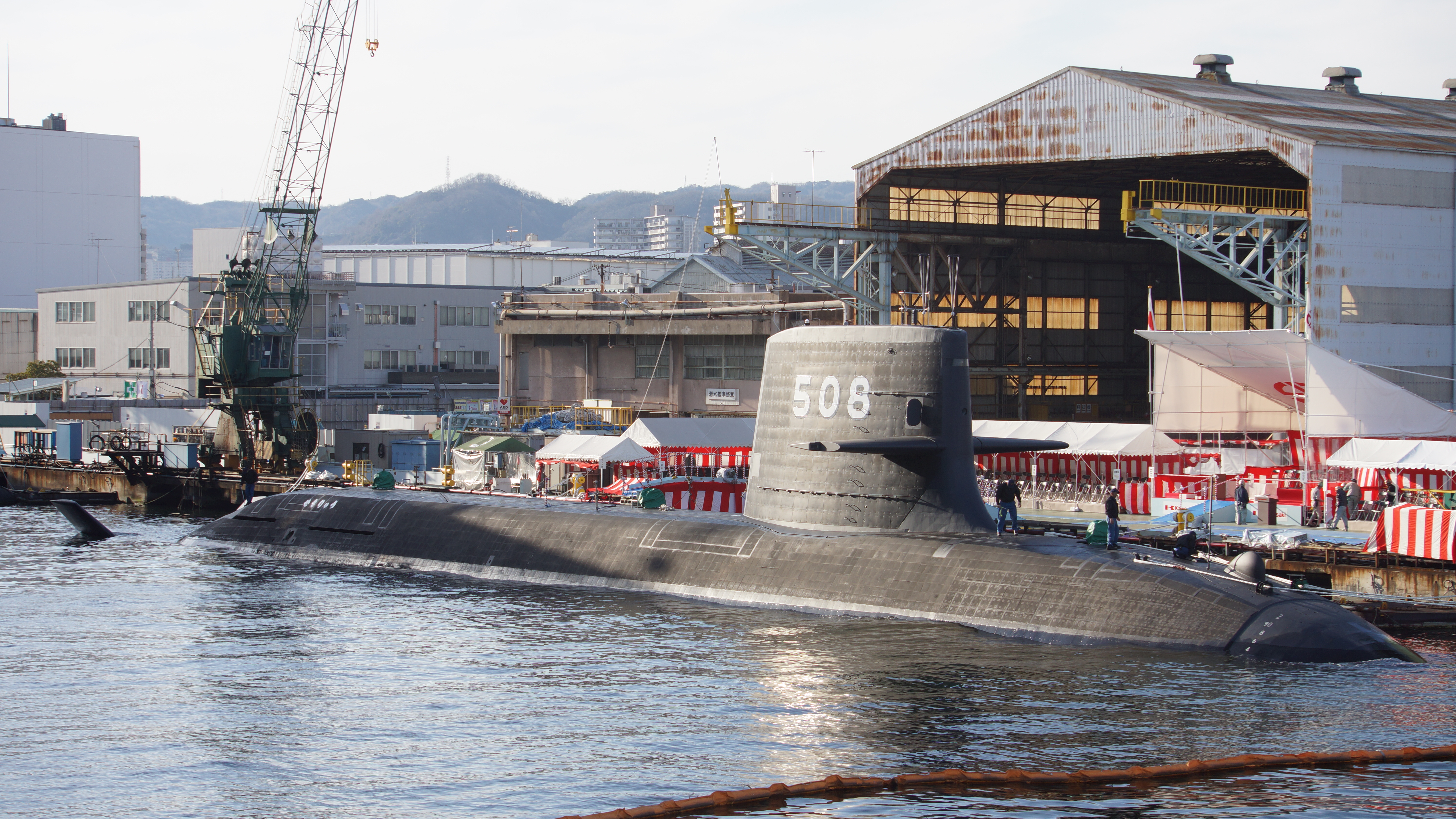
Подводная лодка типа «Сорю»

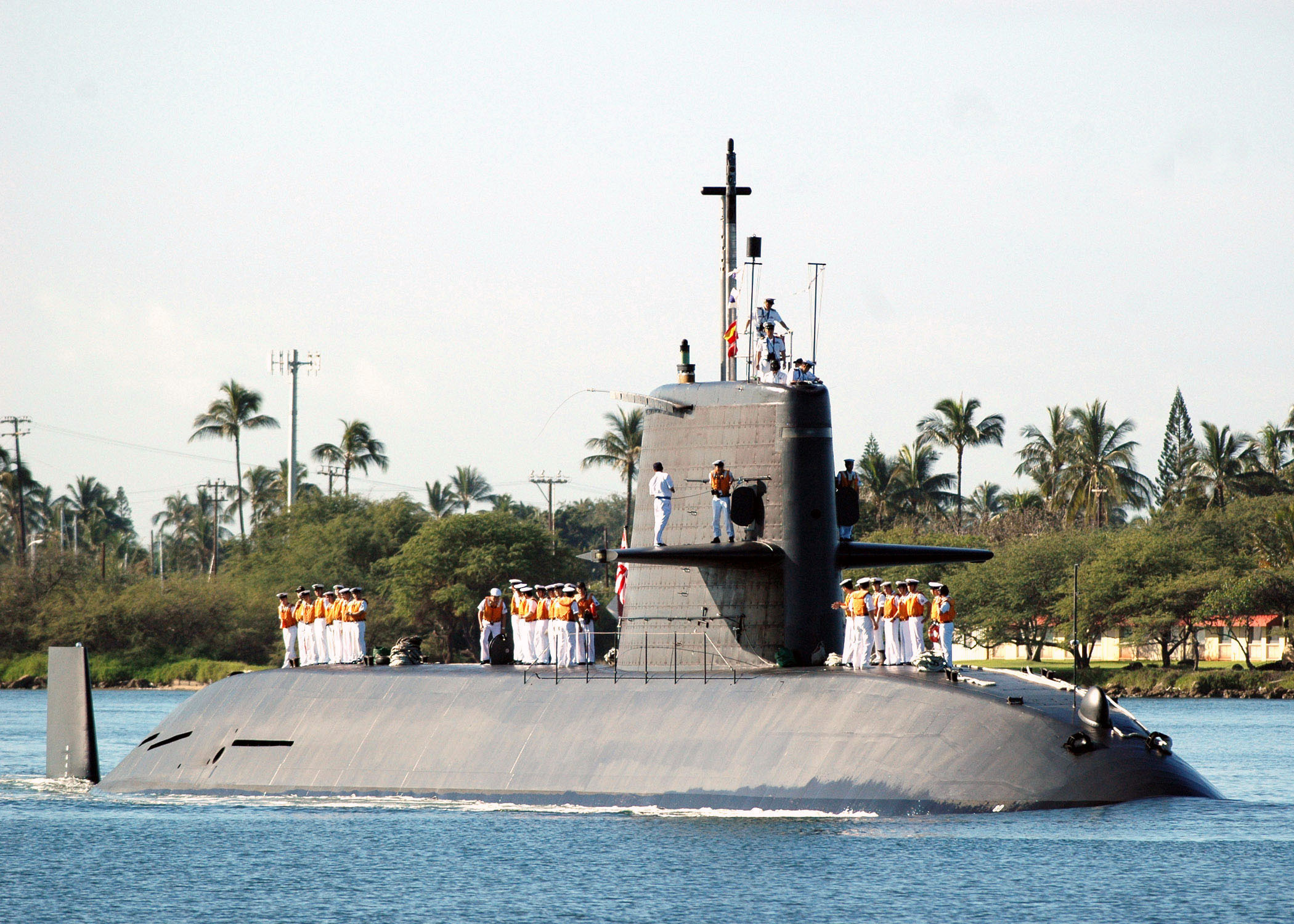
Подводная лодка типа «Оясио»

| Эскадренные миноносцы-вертолётоносцы типа «Идзумо» | DDH-183           | «Идзумо»    | 25.03.2015 | В строю |                                                                |
| Эскадренные миноносцы-вертолётоносцы типа «Идзумо» | DDH-184           | «Кага»      | 22.03.2017 | В строю |                                                                |
| Эскадренные миноносцы-вертолётоносцы типа «Хюга»   | DDH-181           | «Хюга»      | 18.03.2009 | В строю |                                                                |
| Эскадренные миноносцы-вертолётоносцы типа «Хюга»   | DDH-182           | «Исэ»       | 16.03.2011 | В строю |                                                                |
| Эсминцы УРО — 8 (10)                               |                   |             |            |         |                                                                |
| Эскадренные миноносцы типа «Мая»                   | DDG-179           | «Мая»       | 19.03.2020 | В строю |                                                                |
| Эскадренные миноносцы типа «Мая»                   | DDG-180           | «Хагуро»    | 19.03.2021 | В строю |                                                                |
| Эскадренные миноносцы типа «Атаго»                 | DDG-177           | «Атаго»     | 15.03.2007 | В строю |                                                                |
| Эскадренные миноносцы типа «Атаго»                 | DDG-178           | «Асигара»   | 13.03.2008 | В строю |                                                                |
| Эскадренные миноносцы типа «Конго»                 | DDG-173           | «Конго»     | 25.03.1993 | В строю |                                                                |
| Эскадренные миноносцы типа «Конго»                 | DDG-174           | «Кирисима»  | 16.03.1995 | В строю |                                                                |
| Эскадренные миноносцы типа «Конго»                 | DDG-175           | «Мёко»      | 14.03.1996 | В строю |                                                                |
| Эскадренные миноносцы типа «Конго»                 | DDG-176           | «Тёкай»     | 20.03.1998 | В строю |                                                                |
| Эскадренные миноносцы типа «Хатакадзэ»             | TV-3520 (DDG-171) | «Хатакадзэ» | 27.03.1986 | Учебный |                                                                |
| Эскадренные миноносцы типа «Хатакадзэ»             | TV-3521 (DDG-172) | «Симакадзэ» | 23.03.1988 | Учебный |                                                                |
| Эсминцы — 28                                       |                   |             |            |         |                                                                |
| Эскадренные миноносцы типа «Асахи»                 | DD-119            | «Асахи»     | 07.03.2018 | В строю |                                                                |
| Эскадренные миноносцы типа «Асахи»                 | DD-120            | «Сирануи»   | 04.03.2019 | В строю |                                                                |
| Эскадренные миноносцы типа «Акидзуки» (2010)       | DD-115            | «Акидзуки»  | 14.03.2012 | В строю |                                                                |
| Эскадренные миноносцы типа «Акидзуки» (2010)       | DD-116            | «Тэрудзуки» | 07.03.2013 | В строю |                                                                |
| Эскадренные миноносцы типа «Акидзуки» (2010)       | DD-117            | «Судзуцуки» | 12.03.2014 | В строю |                                                                |
| Эскадренные миноносцы типа «Акидзуки» (2010)       | DD-118            | «Фуюдзуки»  | 13.03.2014 | В строю |                                                                |
| Эскадренные миноносцы типа «Таканами»              | DD-110            | «Таканами»  | 12.03.2003 | В строю |                                                                |
| Эскадренные миноносцы типа «Таканами»              | DD-111            | «Онами»     | 13.03.2003 | В строю |                                                                |
| Эскадренные миноносцы типа «Таканами»              | DD-112            | «Макинами»  | 18.03.2004 | В строю |                                                                |
| Эскадренные миноносцы типа «Таканами»              | DD-113            | «Садзанами» | 16.02.2005 | В строю |                                                                |
| Эскадренные миноносцы типа «Таканами»              | DD-114            | «Судзунами» | 16.02.2006 | В строю |                                                                |
| Эскадренные миноносцы типа «Мурасамэ» (1994)       | DD-101            | «Мурасамэ»  | 12.03.1996 | В строю |                                                                |
| Эскадренные миноносцы типа «Мурасамэ» (1994)       | DD-102            | «Харусамэ»  | 24.03.1997 | В строю |                                                                |
| Эскадренные миноносцы типа «Мурасамэ» (1994)       | DD-103            | «Юдати»     | 04.03.1999 | В строю |                                                                |
| Эскадренные миноносцы типа «Мурасамэ» (1994)       | DD-104            | «Кирисамэ»  | 18.03.1999 | В строю |                                                                |
| Эскадренные миноносцы типа «Мурасамэ» (1994)       | DD-105            | «Инадзума»  | 15.03.2000 | В строю |                                                                |
| Эскадренные миноносцы типа «Мурасамэ» (1994)       | DD-106            | «Самидарэ»  | 21.03.2000 | В строю |                                                                |
| Эскадренные миноносцы типа «Мурасамэ» (1994)       | DD-107            | «Икадзути»  | 14.03.2001 | В строю |                                                                |
| Эскадренные миноносцы типа «Мурасамэ» (1994)       | DD-108            | «Акэбоно»   | 19.03.2002 | В строю |                                                                |
| Эскадренные миноносцы типа «Мурасамэ» (1994)       | DD-109            | «Ариакэ»    | 06.03.2002 | В строю |                                                                |
| Эскадренные миноносцы типа «Асагири»               | DD-151            | «Асагири»   | 17.03.1988 | В строю |                                                                |
| Эскадренные миноносцы типа «Асагири»               | DD-152            | «Ямагири»   | 25.01.1989 | В строю |                                                                |
| Эскадренные миноносцы типа «Асагири»               | DD-153            | «Югири»     | 28.02.1989 | В строю |                                                                |
| Эскадренные миноносцы типа «Асагири»               | DD-154            | «Амагири»   | 17.03.1989 | В строю |                                                                |
| Эскадренные миноносцы типа «Асагири»               | DD-155            | «Хамагири»  | 31.01.1990 | В строю |                                                                |
| Эскадренные миноносцы типа «Асагири»               | DD-156            | «Сэтогири»  | 14.02.1990 | В строю |                                                                |
| Эскадренные миноносцы типа «Асагири»               | DD-157            | «Савагири»  | 16.03.1990 | В строю |                                                                |
| Эскадренные миноносцы типа «Асагири»               | DD-158            | «Юмигири»   | 12.03.1991 | В строю |                                                                |
| Фрегаты — 12                                       |                   |             |            |         |                                                                |
| Фрегаты типа «Могами»                              | FFM-1             | «Могами»    | 28.04.2022 | В строю |                                                                |
| Фрегаты типа «Могами»                              | FFM-2             | «Кумано»    | 22.03.2022 | В строю |                                                                |
| Фрегаты типа «Могами»                              | FFM-3             | «Носиро»    | 15.12.2022 | В строю |                                                                |
| Фрегаты типа «Могами»                              | FFM-4             | «Микума»    | 07.03.2023 | В строю |                                                                |
| Фрегаты типа «Могами»                              | FFM-5             | «Яхаги»     | 21.05.2024 | В строю |                                                                |
| Фрегаты типа «Могами»                              | FFM-6             | «Агано»     | 20.06.2024 | В строю |                                                                |
| Фрегаты типа «Абукума»                             | DE-229            | «Абукума»   | 12.12.1989 | В строю |                                                                |
| Фрегаты типа «Абукума»                             | DE-230            | «Дзинцу»    | 28.02.1990 | В строю |                                                                |
| Фрегаты типа «Абукума»                             | DE-231            | «Оёдо»      | 23.01.1991 | В строю |                                                                |
| Фрегаты типа «Абукума»                             | DE-232            | «Сэндай»    | 15.03.1991 | В строю |                                                                |
| Фрегаты типа «Абукума»                             | DE-233            | «Тикума»    | 24.02.1993 | В строю |                                                                |
| Фрегаты типа «Абукума»                             | DE-234            | «Тонэ»      | 8.02.1993  | В строю |                                                                |
| Подводные лодки — 24 (26)                          |                   |             |            |         |                                                                |
| Подводные лодки типа «Тайгэй»                      | SS-513            | «Тайгэй»    | 09.03.2022 | В строю |                                                                |
| Подводные лодки типа «Тайгэй»                      | SS-514            | «Хакугэй»   | 20.03.2023 | В строю |                                                                |
| Подводные лодки типа «Тайгэй»                      | SS-515            | «Дзингэй»   | 08.03.2024 | В строю |                                                                |
| Подводные лодки типа «Сорю»                        | SS-501            | «Сорю»      | 30.03.2009 | В строю | 8 февраля 2021 г. получила повреждения столкнувшись с балкером |
| Подводные лодки типа «Сорю»                        | SS-502            | «Унрю»      | 25.03.2010 | В строю |                                                                |
| Подводные лодки типа «Сорю»                        | SS-503            | «Хакурю»    | 14.03.2011 | В строю |                                                                |
| Подводные лодки типа «Сорю»                        | SS-504            | «Кэнрю»     | 16.03.2012 | В строю |                                                                |
| Подводные лодки типа «Сорю»                        | SS-505            | «Дзуйрю»    | 06.03.2013 | В строю |                                                                |
| Подводные лодки типа «Сорю»                        | SS-506            | «Кокурю»    | 09.03.2015 | В строю |                                                                |
| Подводные лодки типа «Сорю»                        | SS-507            | «Дзинрю»    | 07.03.2016 | В строю |                                                                |
| Подводные лодки типа «Сорю»                        | SS-508            | «Сэкирю»    | 13.03.2017 | В строю |                                                                |
| Подводные лодки типа «Сорю»                        | SS-509            | «Сэйрю»     | 12.03.2018 | В строю |                                                                |
| Подводные лодки типа «Сорю»                        | SS-510            | «Сёрю»      | 18.03.2019 | В строю |                                                                |
| Подводные лодки типа «Сорю»                        | SS-511            | «Орю»       | 05.03.2020 | В строю |                                                                |
| Подводные лодки типа «Сорю»                        | SS-512            | «Торю»      | 24.03.2021 | В строю |                                                                |
| Подводные лодки типа «Оясио»                       | TSS-3608 (SS-590) | «Оясио»     | 16.03.1998 | Учебная |                                                                |
| Подводные лодки типа «Оясио»                       | TSS-3609 (SS-591) | «Митисио»   | 10.03.1999 | Учебная |                                                                |
| Подводные лодки типа «Оясио»                       | SS-592            | «Удзусио»   | 09.03.2000 | В строю |                                                                |
| Подводные лодки типа «Оясио»                       | SS-593            | «Макисио»   | 29.03.2001 | В строю |                                                                |
| Подводные лодки типа «Оясио»                       | SS-594            | «Исосио»    | 14.03.2002 | В строю |                                                                |
| Подводные лодки типа «Оясио»                       | SS-595            | «Нарусио»   | 03.03.2003 | В строю |                                                                |
| Подводные лодки типа «Оясио»                       | SS-596            | «Куросио»   | 08.03.2004 | В строю |                                                                |
| Подводные лодки типа «Оясио»                       | SS-597            | «Такасио»   | 09.03.2005 | В строю |                                                                |
| Подводные лодки типа «Оясио»                       | SS-598            | «Яэсио»     | 09.03.2006 | В строю |                                                                |
| Подводные лодки типа «Оясио»                       | SS-599            | «Сэтосио»   | 28.02.2007 | В строю |                                                                |
| Подводные лодки типа «Оясио»                       | SS-600            | «Мотисио»   | 06.03.2008 | В строю |                                                                |

На начало 2007 г. численность личного состава ВМС составляла 44,5 тысяч человек (в том числе 9800 человек в авиации ВМС).
Береговая охрана Японии (личный состав − 12250 человек) в состав ВМС не входит.

### Корабли поддержки
- Заградители (яп. 敷設艦 Фусэцу кан)
  - 1 заградитель типа «Мурото»
- Плавучая база тральщиков (яп. 掃海母艦 Со:кай бокан)
  - 2 Плавучих базы тральщиков типа «Урага»
- Минно-тральные корабли (яп. 掃海艦 Со:кай кан)
  - 3 морских тральщика типа «Яэяма»
    1. MSO-301 «Яэяма». Год постройки/спуска 1993.
    2. MSO-302 «Цусима». Год постройки/спуска 1993.
    3. MSO-303 «Хатидзё». Год постройки/спуска 1994.
- "Транспортные корабли" (яп. 輸送艦 Юсо:кан) / Десантные корабли[3]
  - 3 десантных вертолётных корабля-дока типа «Осуми».
    1. LST 4001 «Осуми». Год постройки/спуска 1998.
    2. LST 4002 «Симокита». Год постройки/спуска 2002.
    3. LST 4003 «Кунисаки». Год постройки/спуска 2005.

  - 2 малых десантных корабля типа «Юра»
    1. LSU 4171 «Юра». Год постройки/спуска 1981.
    2. LSU 4172 «Ното». Год постройки/спуска 1981.

### Боевые катера
- Ракетные катеры (яп. ミサイル艇 Мисайру тэй)

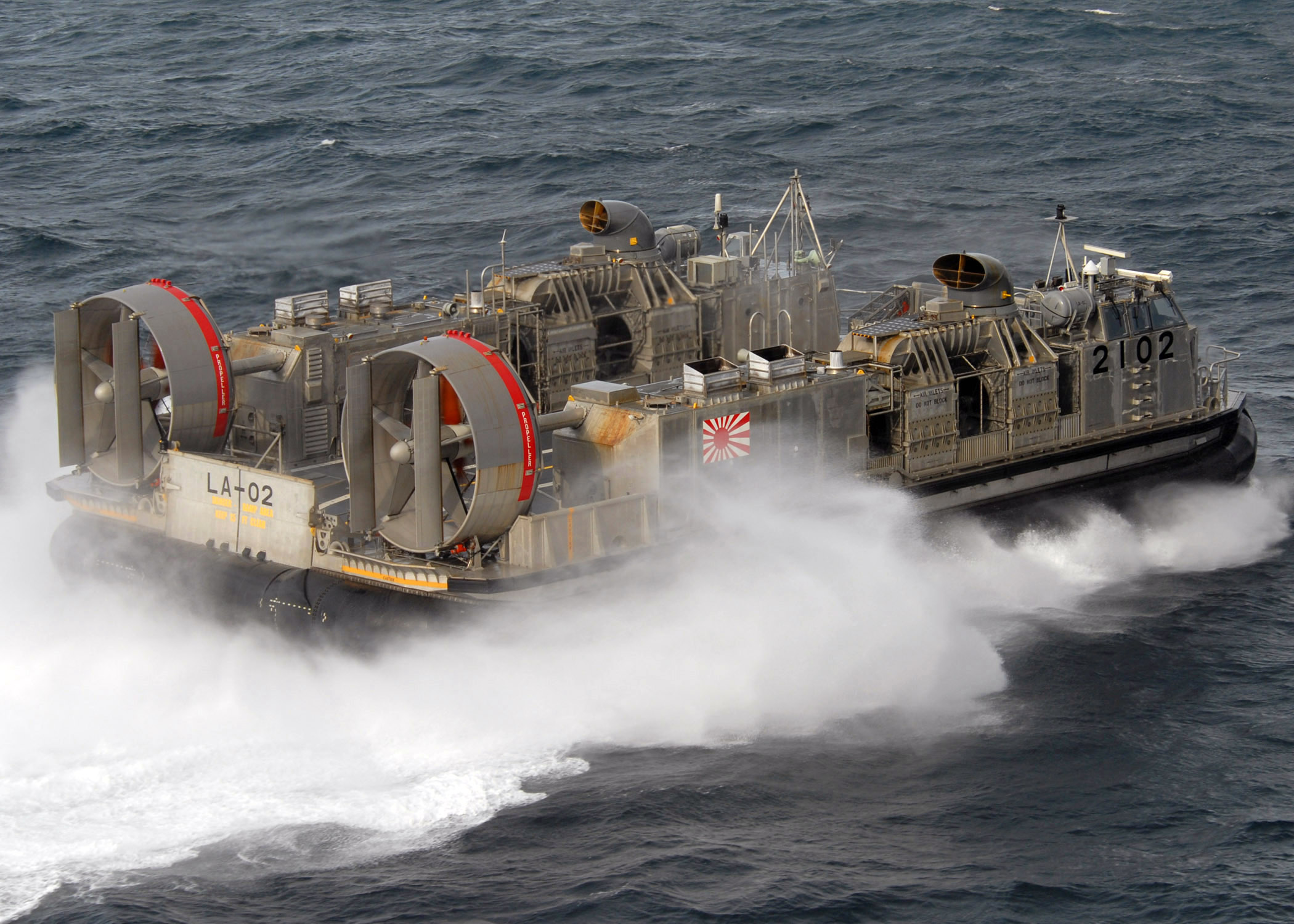
Десантный катер на воздушной подушке проекта 1 (LCAC)

  - 6 ракетных катеров типа «Хаябуса»
  - 1 ракетный катер проекта 1
- Десантные катеры (яп. 上陸用舟艇 Дзё:рикуё: сю:тэй)
  - 2 десантных катера проекта 1
  - 6 десантных катеров на воздушной подушке проекта 1
- Минно-тральные катеры (яп. 掃海艇 Со:кай тэй)
  - 2 базовых тральщика типа «Хирасима»
  - 12 базовых тральщиков типа «Сугасима»
  - 9 базовых тральщиков типа «Увасима»
  - 2 базовых тральщика типа «Хацусима»

### Вспомогательные суда
- морские танкеры (яп. 補給艦 Хокю: кан)
  - 2 большой морской танкер типа «Масю»
  - 3 средний морской танкер типа «Товада»

- Учебные корабли (яп. 練習艦 Рэнсю: кан)
  - 1 учебный корабль типа «Касима»

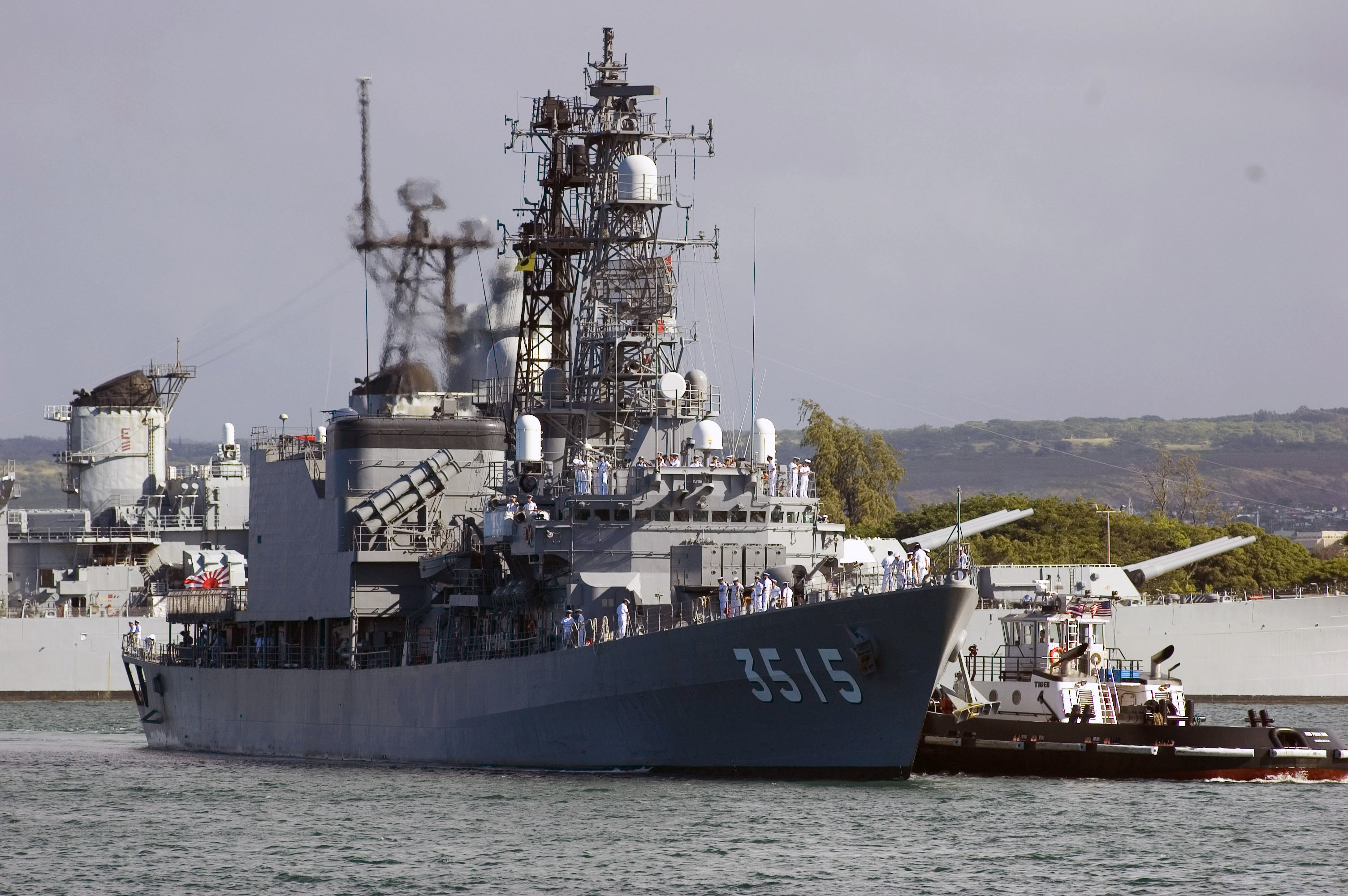
Учебный корабль «Ямагири»

  - 1 учебный корабль типа «Симаюки» (бывший эсминец типа «Хацуюки»)
  - 2 учебный корабль типа «Ямагири» (бывший эсминец типа «Асагири»)
- Учебные подводные лодки (яп. 練習潜水艦 Рэнсю: сэнсуй кан)
  - 2 учебного ПЛ типа «Харусио»
- Корабли управления БПЛА-мишенями (яп. 訓練支援艦 Кунрэн сиэн кан)
  - 1 корабль управления БПЛА-мишенями типа «Куробэ»
  - 1 корабль управления БПЛА-мишенями типа «Тэнрю»
- Спасательные корабли (яп. 潜水艦救難艦 Сэнсуй кан кю:нан кан)
  - 1 спасательный корабль ПЛ типа «Тихая»
  - 1 плавучая база спасательных кораблей ПЛ типа «Тиёда»

## Боевой состав морской авиации
| Наименование           | Страна производства     | Фото            | Тип                                 | Модификация           | Количество      | Примечание                               |
| Боевые самолёты        | Боевые самолёты         | Боевые самолёты | Боевые самолёты                     | Боевые самолёты       | Боевые самолёты | Боевые самолёты                          |
| ---------------------- | ----------------------- | --------------- | ----------------------------------- | --------------------- | --------------- | ---------------------------------------- |
| P-3 Orion              | США · Япония            |                 | Противолодочный самолёт Самолёт РЭР | P-3C EP-3 OP-3C UP-3C | 54 5 4 1        | Самолёты построены по лицензии в Японии. |
| Kawasaki P-1           | Япония                  |                 | Противолодочный самолёт             | P-1 UP-1              | 25 1            | Планируется заказать 70 самолётов.       |
| Тренировочные самолёты |                         |                 |                                     |                       |                 |                                          |
| Fuji T-5               | Япония                  |                 | Тренировочный                       | T-5                   | 30              |                                          |
| Транспортные самолёты  |                         |                 |                                     |                       |                 |                                          |
| Beech 90 King Air      | США                     |                 | Транспортный                        | LC-90                 | 5               |                                          |
| Специальные самолёты   |                         |                 |                                     |                       |                 |                                          |
| P-3 Orion              | США · Япония            |                 | Буксировщик мишеней                 | UP-3D                 | 3               |                                          |
| Learjet 36A            | США                     |                 | Буксировщик мишеней                 | U-36A                 | 4               |                                          |
| Специальные самолёты   |                         |                 |                                     |                       |                 |                                          |
| ShinMaywa US-2         | Япония                  |                 | Поисково-спасательный               | US-2                  | 6               |                                          |
| Вертолёты              |                         |                 |                                     |                       |                 |                                          |
| Mitsubishi H-60        | США · Япония            |                 | Многоцелевой                        | SH-60J SH-60K USH-60K | 24 60 1         |                                          |
| AgustaWestland AW101   | Великобритания · Япония |                 | Искатель мин Транспортный           | MСР-101 CH-101        | 10 2            |                                          |
| Eurocopter EC135       | Европейский союз        |                 | Транспортный                        | TH-135                | 15              |                                          |

## Флаги кораблей и судов

Флаг кораблей и судов MCC Японии
Гюйс кораблей и судов MCC Японии

### Флаги должностных лиц

### Знак авиации

## Звания и знаки различия
| Знаки различия | Адмирал Кайдзё Бакурётё 幕僚長たる海将 | Вице-адмирал Кайсё 海将 | Контр-адмирал Кайсёхо 海将補 | Капитан 1-го ранга Итто Кайса 1等海佐 | Капитан 2-го ранга Нито Кайса 2等海佐 | Капитан 3-го ранга Санто Кайса 3等海佐 | Капитан-лейтенант Итто Кайи 1等海尉 | Старший лейтенант Нито Кайи 2等海尉 | Лейтенант Санто Кайи 3等海尉 | Мичман Дзюн Кайи 准海尉 |
| -------------- | -------------------------------------- | ----------------------- | ---------------------------- | ------------------------------------- | ------------------------------------- | -------------------------------------- | ----------------------------------- | ----------------------------------- | ---------------------------- | ----------------------- |
| Погон          |                                        |                         |                              |                                       |                                       |                                        |                                     |                                     |                              |                         |
| Шеврон         |                                        |                         |                              |                                       |                                       |                                        |                                     |                                     |                              |                         |

| Знаки различия | Главный корабельный старшина Кайсотё 海曹長 | Главный старшина Итто Кайсо 1等海曹 | Старшина 1-й статьи Нито Кайсо 2等海曹 | Старшина 2-й статьи Санто Кайсо 3等海曹 | Старший матрос Кайситё 海士長 | Матрос 1-го класса Итто Кайси 1等海士 | Матрос 2-го класса Нито Кайси 2等海士 |
| -------------- | ------------------------------------------- | ----------------------------------- | -------------------------------------- | --------------------------------------- | ----------------------------- | ------------------------------------- | ------------------------------------- |
| Погон          |                                             |                                     |                                        |                                         |                               |                                       |                                       |
| Шеврон         |                                             |                                     |                                        |                                         |                               |                                       |                                       |

## Галерея

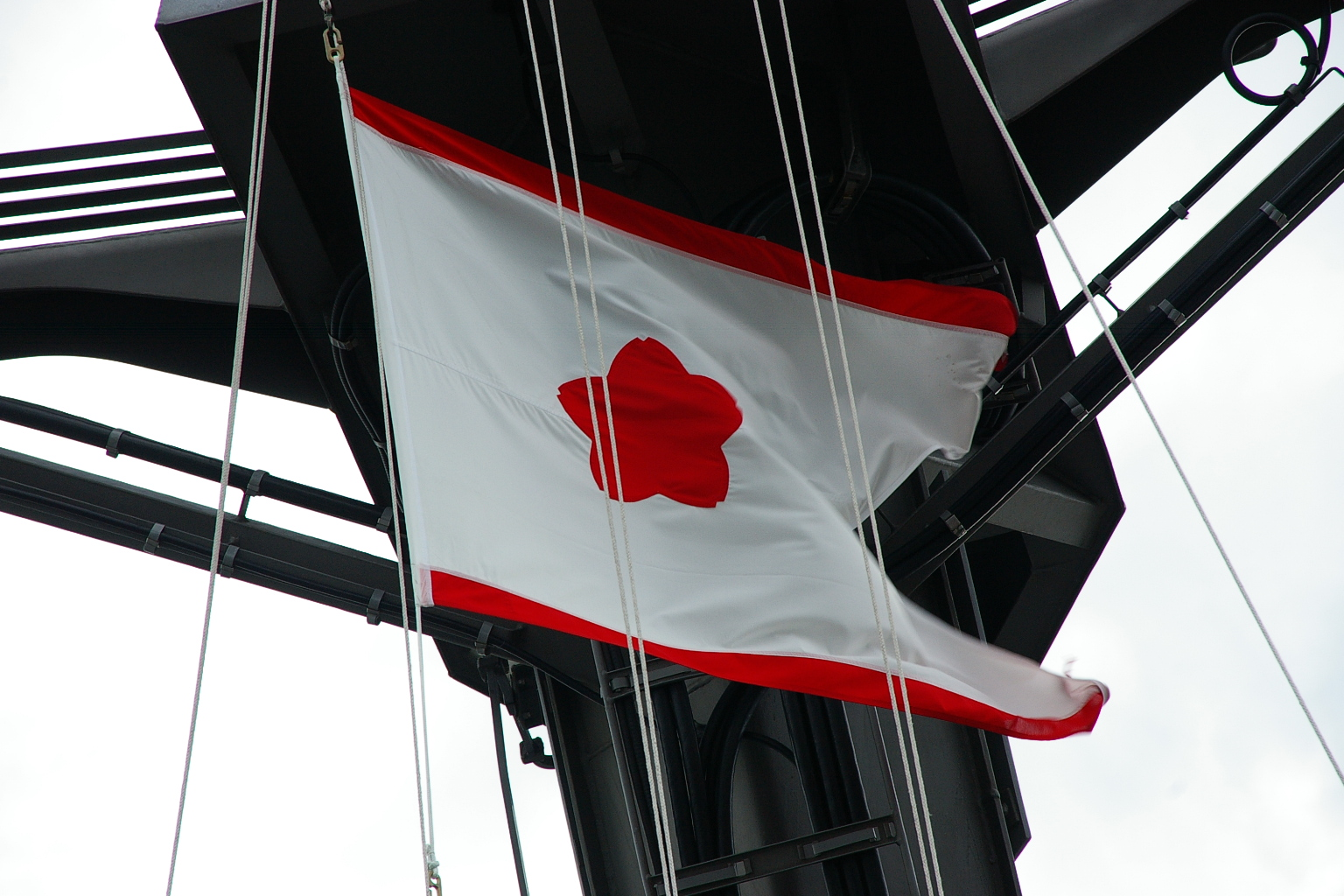
Флаг командира подразделения.
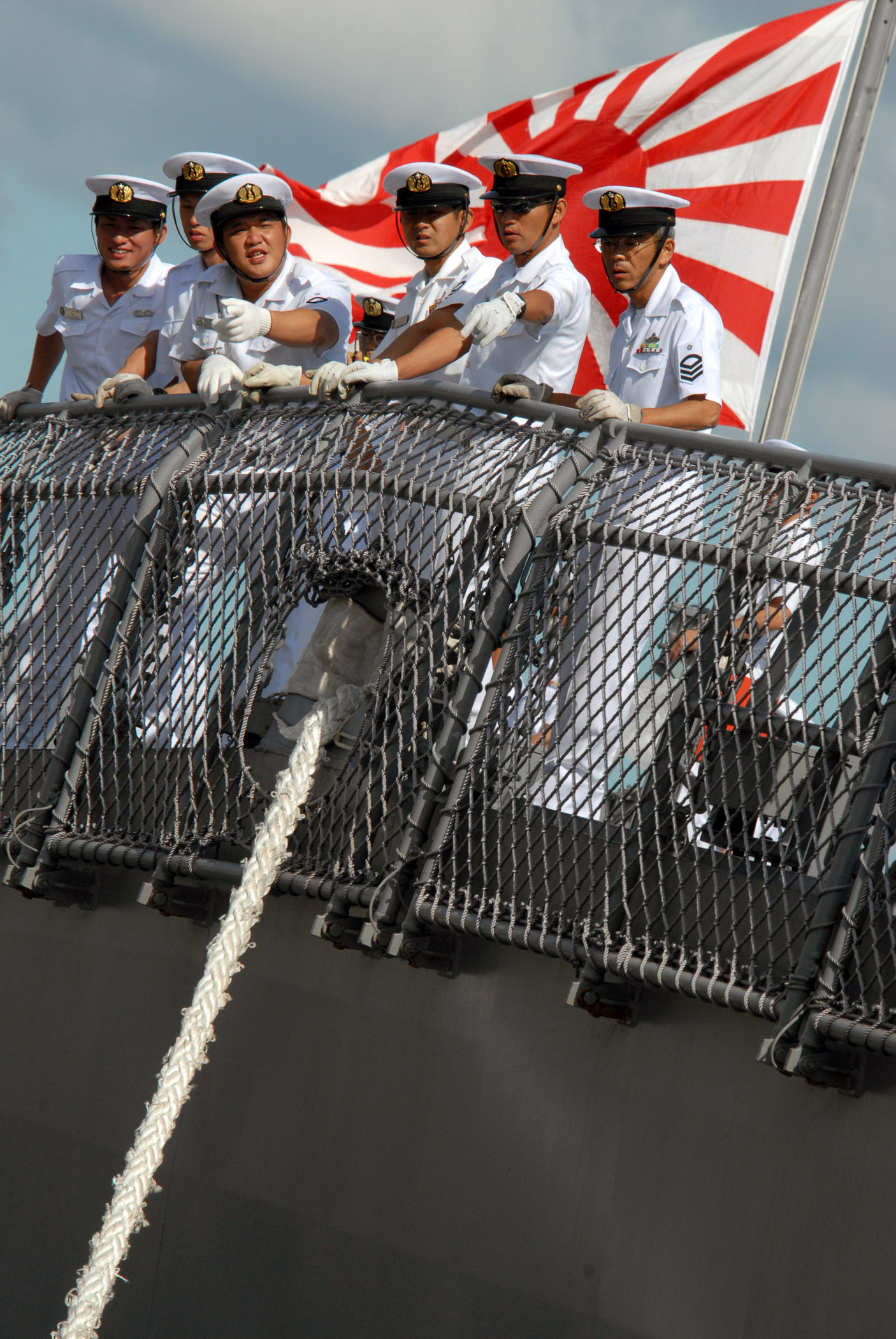
Экипаж эсминца УРО «Конго».
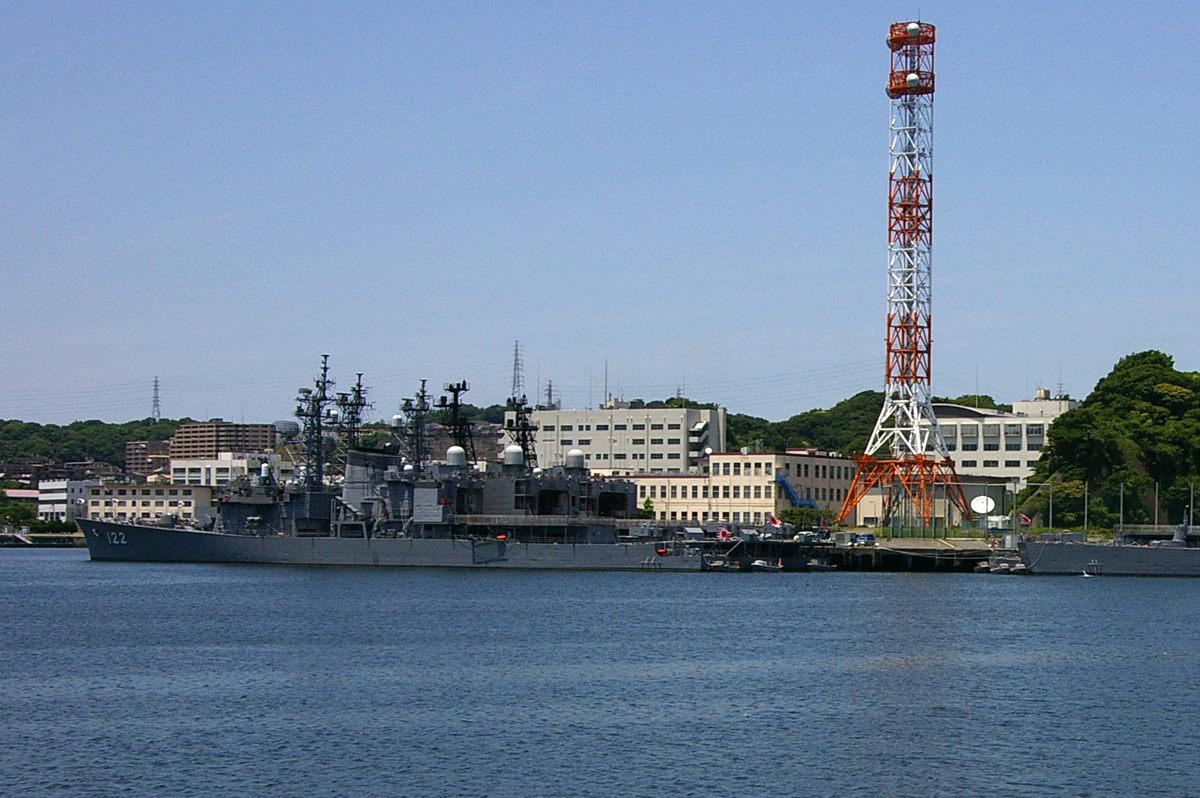
Эсминцы «Хацуюки», «Амагири» и «Хамагири» на якоре у штаба МС самообороны Японии в Йокосуке, 2007.
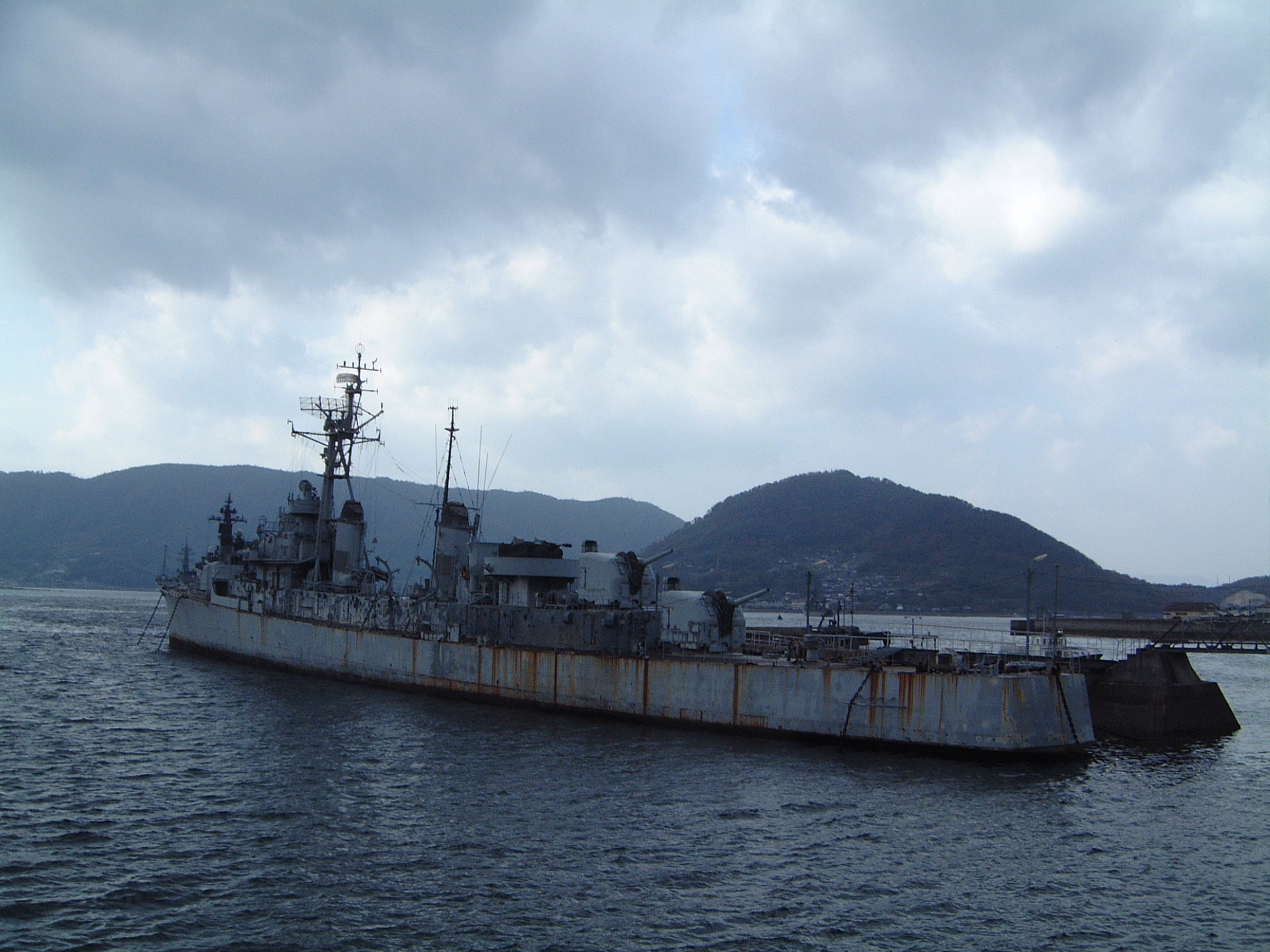
Первый построенный в послевоенной Японии эсминец («Харукадзэ»).